# 田中収 (歌手)
田中 収（たなか・しゅう 1950年6月2日 - ）は、日本の演歌歌手。

## 経歴
- 1950年6月2日、福岡県福岡市博多区出身。
- 1967年に「三枝伸とデイ＆ナイツ」という、グループ・サウンズ・バンドに参加し、エレキギターを弾いていた。
- その後は細々と音楽活動を続けていたが、1981年に「田中収とニック・ニューサ」という演歌グループを結成。リーダー＆ボーカリストとしてメジャーデビューを果たす。
- 同年6月に発売した『サチコ』が大ヒットし、全日本有線放送大賞：優秀新人賞・日本有線大賞：新人賞を獲得した。
- 現在も博多を中心に音楽活動を続け、年1回のペースで新譜を出しつつ活躍している。
- 趣味はゴルフ・釣り。

- 2021年6月16日に歌手活動40周年を迎えており、それを記念する曲で「そんなんじゃない」をリリースした。